# خفاش بال ساکی توماس
خفاش بال ساکی توماس (نام علمی: Balantiopteryx io) نام یک گونه از زیرراسته خفاش‌های کوچک است.